# Seitenpuffer (Beschluss)
| Logo auf den Entscheidungen des Bundesgerichtshofs | |
| Bundesgerichtshof                                  | |
| Aktenzeichen                                       | X ZB 13/88 JurPC 1991, 1260 |
| Paragraphen                                        | § 1 Abs (1) PatG (1968) § 105 Abs. (2) PatG § 76 Abs. (2) PatG                                                                                          |
| Stichworte                                         | Technizität Betriebssystem Softwarepatent |
| zitierte BGH-Entscheidungen                        | Dispositionsprogramm Zinkenkreisel Rote Taube Straken Prüfverfahren Antiblockiersystem Walzstabteilung Flugkostenminimierung Prüfverfahren Fehlerortung |
| Bundespatentgericht                                | |
| Aktenzeichen                                       | 17 W (pat) 67/85 |
| Paragraphen                                        | § 1 Abs (1) PatG § 76 Abs. (2) PatG |
| DPMA                                               | |
| Aktenzeichen                                       | DE 25 42 845.9-53 |
| Paragraphen                                        | § 1 Abs (1) PatG § 59 Abs (1) PatG |
| Anmeldetag                                         | 25.9.1975 |

Der Beschluss Seitenpuffer X ZB 13/88 des Bundesgerichtshofs (BGH) vom 11. Juni 1991 war ein Meilenstein in der Geschichte der Deutschen Softwarepatentierung. Die Entscheidung erklärt, dass ein Verfahren, das die Funktionsfähigkeit einer Datenverarbeitungsanlage als solche betrifft, weil sie Anweisungen enthält, die Elemente einer Datenverarbeitungsanlage beim Betrieb unmittelbar auf bestimmte Art und Weise zu benutzen, eine Lehre zum technischen Handeln ist und bestätigt damit die Technizität von Betriebssystemprogrammen als implizite Voraussetzung der Patentierbarkeit nach dem Patentgesetz von 1968.

## Sachverhalt
Dem Beschluss des BGH lag eine Anmeldung zu Grunde, die ein Verfahren beschreibt, wonach das Arbeitsspeichersystem einer mehrere Prozesse bearbeitenden Datenverarbeitungsanlage auf eine bestimmte Art und Weise benutzt wird. Der Arbeitsspeicher besteht aus zwei Stufen, einem alle Daten enthaltenden Hauptspeicher und einem nur eine Auswahl beinhaltenden Seitenpuffer. In den schneller arbeitenden Seitenpuffer wird aus dem langsameren Hauptspeicher der Speicherbereich des aktuellen Prozesses übertragen und in einer Speichersteuereinheit registriert. Wechselt der Prozess, wird der Speicherbereich in den Hauptspeicher zurückübertragen und der Speicherbereich im Seitenpuffer freigegeben, wobei jedoch die Informationen über den Speicherbereich beibehalten werden. Dadurch ist bei einer erneuten Aktivierung dieses Prozesses ein Vergleich möglich, inwieweit die Speicherseiten, deren Adressen noch gespeichert sind, verändert wurden. Somit brauchen nur diejenigen Speicherseiten aus dem Haupt- in den Seitenspeicher übertragen werden, die auch von einem anderen Prozess geändert wurden. Diese werden dann aber auch als Speicherseitenbündel übertragen. Diese Ladestrategie vermeidet Totzeiten des Systems, die bei der Abfrage des Hauptspeichers entstehen, wie sie die bisherigen Ladevorgänge aufweisen, da diese eine Speicherseite nur dann und einzeln übertragen, wenn sie bei einer Seitenanforderung während des Prozesses fehlt.
Das Deutsche Patentamt gab am 13. März 1980 die Patentanmeldung nach Bekanntmachungsbeschluss durch die Prüfungsstelle bekannt. Als Stand der Technik wurden folgende Schriften entgegengehalten:
- DE 21 49 200 A1

In DE 21 49 200 A1 wird eine hierarchisch gegliederte mehrstufige virtuelle Speicheranordnung einer simultan mehrere Prozesse bearbeitenden Datenverarbeitungsanlage beschrieben. Diese Anordnung weist einen Hauptspeicher, einen Pufferspeicher sowie Tabellen zur Übersetzung von virtuellen in reelle Adressen auf.
Das dort zu lösende Problem besteht darin, daß bei einer virtuellen Speicheranordnung die Zentraleinheit virtuelle Adressen liefert, während die Kanalprogramme reell adressiert sind, so daß bestimmt werden muß, ob zu der realen Adresse, die der jeweils angebotenen virtuellen Adresse entspricht, Daten im Pufferspeicher gespeichert sind. Es handelt sich dort somit um ein Adressierungsproblem.
- DE 22 27 882 A1

DE 22 27 882 A1 betrifft eine Einrichtung zur Auswahl von im Verlauf einer Programmbearbeitung am häufigsten benötigten Daten und zum Einschreiben dieser Daten in einen Schnellspeicher (entsprechend einem Seitenpuffer) innerhalb einer Datenverarbeitungsanlage. Mit dieser Einrichtung wird aufgabengemäß angestrebt, daß im Verlauf einer Programmbearbeitung das Einschreiben von Daten aus einem Hauptspeicher (dort Großspeicher genannt) in einen Seitenpuffer (dort Schnellspeicher genannt) so vorgenommen werden kann, daß ein großer Teil der am häufigsten benötigten Daten sich im Schnellspeicher ansammelt. Zur Erreichung dieses Ziels ist die Verwendung eines Zufallsgenerators vorgesehen, mit dessen Hilfe ein aktueller Speicherbereich aus dem Großspeicher in den Schnellspeicher übertragen wird.
Gegen die bekanntgegebene Patentanmeldung wurde am 13. Juni 1980 Einspruch erhoben.
Das Patent wurde am 24. Mai 1985 durch die Patentabteilung versagt, denn die Lehre des Patentanspruchs sei nicht technisch und deshalb dem Patentschutz nicht zugänglich.
Das Bundespatentgericht verneinte (in teleologischer Reduktion) die Patentfähigkeit, wenn eine technisch unveränderte Datenverarbeitungsanlage mit neuem Betriebsprogramm betrieben werden soll, denn die beanspruchte Lehre sei auf die Auswahl, Gliederung und Zuordnung von Informationen gerichtet und erschöpfe sich in einer gedanklich-logischen Anweisung in Form einer Organisationsregel, die ihrem Wesen nach untechnisch sei.
Der BGH erklärte, dass die vom Bundespatentgericht gegebene Begründung, die beanspruchte Lehre sei auf die Auswahl, Gliederung und Zuordnung von Informationen gerichtet und erschöpfe sich in einer gedanklich-logischen Anweisung in Form einer Organisationsregel, die ihrem Wesen nach untechnisch sei, die Versagung des Patents nicht trägt. Unter Bezug auf „Straken“ erläuterte der Senat, dass die von ihm gewählten Formulierungen allein darauf abzielen, den Weg zu einer Patentierung einer neuen, erfinderischen Brauchbarkeit einer in ihren Elementen und ihrem Aufbau bekannten Datenverarbeitungsanlage offen zu halten, falls sich eine solche aus der Angabe des Rechenprogramms herleiten lassen sollte. Der Senat verwies die Anmeldung zurück an das Bundespatentgericht.
Das Patent wurde am 17. Dezember 1992 durch das Bundespatentgericht als „neu, technisch fortschrittlich und erfinderisch“ erteilt. Die abhängigen Ansprüche 2-6 wurden als „vorteilhafte, nicht selbstverständliche
Weiterbildungen des Anspruches 1“ ebenfalls gewährt.
Das Patent ist 1993 wegen Nichtzahlung der Jahresgebühr erloschen.

### Anspruchsauslegung BGH
Gegenstand der beanspruchten Lehre ist danach ein Verfahren zum Betreiben eines Arbeitsspeichersystems einer Datenverarbeitungsanlage, die simultan mehrere Prozesse bearbeitet,
1. wobei das Arbeitsspeichersystem folgendermaßen ausgestaltet ist:
  1. es ist mehrstufig und hierarchisch gegliedert,
  2. seine zwei niedersten Speicherstufen bestehen
    1. aus einem alle Daten der simultan ablaufenden Prozesse enthaltenden Hauptspeicher und
    2. einem nur eine Auswahl von Speicherseiten umfassenden Seitenpuffer,

  3. der Seitenpuffer
    1. unterliegt gesteuert durch eine Speichersteuereinheit dem bevorzugten Zugriff und
    2. in ihn wird eine bei einem Speicherzugriff fehlende Speicherseite übertragen,
2. mit folgenden Verfahrensschritten:
  1. beim Ablauf eines Prozesses wird jede Anforderung auf einen Speicherzugriff zum Seitenpuffer in der Speichersteuereinheit registriert,
    1. die Registrierung erfolgt durch Zwischenspeichern der Adresse der ausgewählten Speicherseite,
    2. damit wird der aktuelle Speicherbereich des Prozesses ermittelt,

  2. bei einem Wechsel des Prozesses werden die zwischengespeicherten Seitenadressen in den Hauptspeicher übertragen,
  3. bei späterer erneuter Aktivierung des Prozesses durch einen Prozessor der Datenverarbeitungsanlage werden
    1. zunächst aus dem Hauptspeicher die Information über den bisher aktuellen Speicherbereich (dieses Prozesses) ausgelesen,
    2. mit den gespeicherten Seitenadressen sequentiell die zugeordneten Speicherseiten im Hauptspeicher ausgewählt und
    3. in den Seitenpuffer übertragen, sofern sie beim Verarbeiten anderer Prozesse aus diesem verdrängt wurden,

  4. nach dem Bereitstellen des bisher aktuellen Speicherbereichs des zu aktivierenden Prozesses läuft dieser Prozess im Seitenpuffer unbehindert durch Seitenwechselanforderungen ab, solange sich der Bereich nicht ändert,
  5. durch die Anforderung bisher nicht benötigter Speicherseiten verursachte Änderungen des aktuellen Speicherbereichs werden in der Speichersteuereinheit registriert.

### Geltender § 1 PatG vom 2. Januar 1968
```
(1) Patente werden erteilt für neue Erfindungen,
    die eine gewerbliche Verwertung gestatten.
(2) Ausgenommen sind Erfindungen,
    deren Verwertung den Gesetzen oder guten Sitten zuwiderlaufen würde,
    soweit es sich nicht um Gesetze handelt, die
      nur das Feilhalten oder Inverkehrbringen des Gegenstands der Erfindung
      oder, wenn Gegenstand der Erfindung ein Verfahren ist,
      des durch das Verfahren unmittelbar hergestellten Erzeugnisses beschränken.
```

## Bedeutung
Ein Patentierungsausschluss von Programmen für Datenverarbeitungsanlagen, wie im EPÜ von 1973 vorgesehen, war vom Gesetzgeber zum Anmeldezeitpunkt noch nicht ratifiziert. Art. IV IntPatÜG, welches den § 1 PatG an Art 52 EPÜ anglich, wurde erst am 21. Juni 1976 vom Deutschen Bundestag verabschiedet und die Änderungen des § 1 PatG trat am 1. August 1980 in Kraft.
§ 2 UrhG vom 9. September 1965 führte noch keine Programme für Datenverarbeitungsanlagen als geschützte Werke auf, nur Darstellungen wissenschaftlicher oder technischer Art. Programme für die Datenverarbeitung wurden erst am 24. Juni 1985 zu den urheberrechtlich geschützten Werken gezählt. Die EU-Richtlinie über den Rechtsschutz von Computerprogrammen, RL 91/250/EWG, geändert durch EU-RL 93/98/EWG und EU-RL 2001/29/EG wurde am 14. Mai 1991, kurz vor der BGH-Entscheidung erlassen. Erst seit dem 9. Juni 1993 – nach der Patenterteilung durch das Bundespatentgericht – zählen alle Computerprogramme zu den urheberrechtlich geschützten Werken.
Zum Anmeldezeitpunkt der Seitenpufferanmeldung bestand also für Computerprogramme eine (inzwischen geschlossene) gesetzliche Regelungslücke hinsichtlich Inhalt und Schranken der Eigentumsgewährleistung nach Art. 14 GG. Die fast zeitgleiche Entscheidung BGH Betriebssystem wählte angesichts der EU-RL 91/250/EWG eine andere Auslegung des, inzwischen geänderten § 1 PatG hinsichtlich des technischen Charakters von Betriebssystemfunktionen und ordnete diese, wie der 17. Senat des BPatG, der Datenverarbeitung unter.

### Schutzbereich
Der über § 9 Satz 2 Nr. 2 PatG angesprochene Anwender des in Anspruch 1 erteilten Verfahrens ist jeder Betreiber der Datenverarbeitungsanlage mit Multitasking-Betriebssystem.
Die erteilten Ansprüche 4-6 stellen Schaltungsanordnungen zur Durchführung des Verfahrens unter Schutz. Wie in dem ersten BPatG-Beschluss erklärt und vom BGH ohne Bedenken bestätigt, beschreibt die Anmeldung „keinen bestimmten Aufbau einer Datenverarbeitungsanlage im Sinne einer gegenständlichen Ausgestaltung“. Die Ansprüche 4-6 verboten demnach nach § 9 Satz 2 Nr. 1 PatG jedem Dritten nur eine solche Schaltungsanordnung zu den genannten Zwecken einzuführen oder zu besitzen.
Der Patentschutz ist erloschen.